# Henning Calvör
Henning Calvör (1686 à Silstedt-1766) est un théologien allemand, érudit et enseignant dans le domaine de l'ingénierie minière et de la mécanique. Son œuvre s'est essentiellement déroulée à Clausthal, dans le Harz, où il est considéré le père spirituel de l'école des mines locale, qui est à l'origine de l'Université de technologie de Clausthal.

## Publications et œuvres

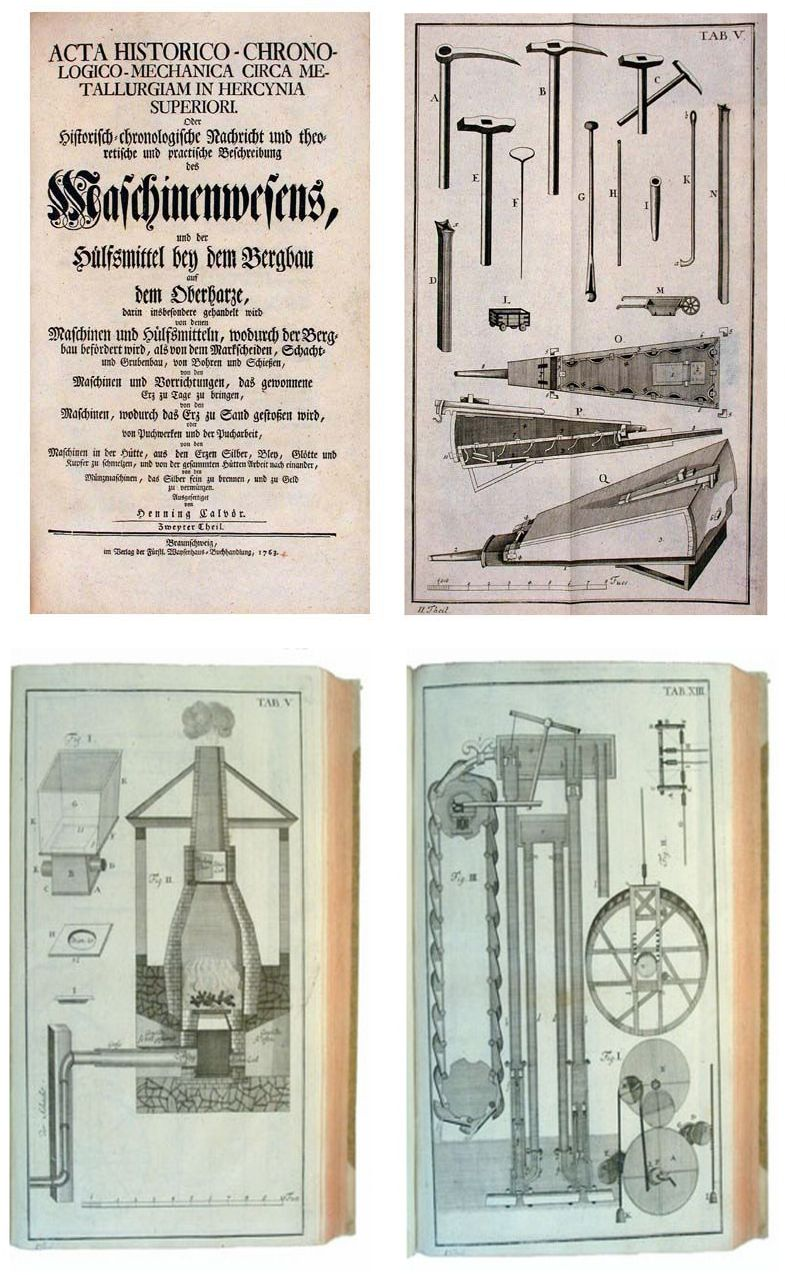
Extraits du livre Acta Historico-Chronologico-Mechanica circa metallurgiam in Hercynia superiori.

- (de) Henning Calvör, Acta Historico-Chronologico-Mechanica circa metallurgiam in Hercynia superiori : Oder Historisch-chronologische Nachricht und theoretische und practische Beschreibung des Maschinenwesens, und der Hülfsmittel bey dem Bergbau auf dem Oberharze, darin insbesondere gehandelt wird von denen Maschinen und Hülfsmitteln, wodurch der Bergbau befördert wird, als von dem Markscheiden, Schacht- und Grubenbau, von Bohren und Schießen, von den Maschinen und Vorrichtungen, das gewonnene Erz zu Tage zu bringen, von den Maschinen, wodurch das Erz zu Sand gestossen wird, oder von Puchwerken und der Pucharbeit, von den Maschinen in der Hütte, aus den Erzen Silber, Bley, Glötte und Kupfer zu Schmelzen, und von der gesamten Hütten Arbeit nach einander, von den Münzmaschinen, das Silber fein zu brennen und zu Geld zu vermünzen, Fürstlichen Waysenhaus-Buchhandlung, 1763, tome 1 et tome 2
- (de) Henning Calvör, Historische Nachricht von der Unter- und gesamten Ober-Harzischen Bergwerke, überhaupt, auch verschiedener zu den letztern gehörigen, insonderheit, ersten Aufkunft, deren Auflaß- und Wiederaufnehmungen, wie auch von der wieder aufgenommenen Ober-Harzischen Bergwerke Beschaffenheit seit den ersten Zeiten bis zum Schluß des Jahres 1760 : (mit einem Anhang von andern besondern Nachrichten und einigen noch ungedruckten Urkunden, unter fleißiger Beziehung auf die ohnlängst herausgegebenen Acta Historico-Chronologico-Mechanica circa Metallurgiam in Hercynia Superiori), Fürstlichen Waysenhaus-Buchhandlung, 1765 (lire en ligne)